# 巖清寺
巖清寺位於台灣台北市環河南路，為主祀釋迦牟尼和田都元帥之廟宇。該建物興建於1979年，今為位於台北萬華加蚋仔之仿古廟宇建築。另外，該廟宇的組織型態為管理委員會制，祭典日期則是每年農曆之四月初八。

## 祀神
- 大殿神龕主祀田都元帥，前方之釋迦牟尼佛同為主祀；據廟方人員口述：廟內主神田都元帥原祀於艋舺龍山寺旁，後遷至此處，已有四十餘年歷史。
- 左右分別奉祀觀音菩薩與地藏王菩薩

## 信仰系統
主神田都元帥屬於三田都千歲系統，於台北萬華地區為其中奉祀據點，其他據點則另有天王寺財神廟、德興堂、行德宮等；其中，上述宮壇則有將原先改為三田都千歲改稱為田都元帥者(巖清寺亦同)，原因與動機尚有待考證。

## 宗教屬性
廟宇登記主神為釋迦牟尼佛，並加入中國佛教會。